# Хипија
Хипија је рођен 470. п. н. е. у Елиди на Пелепонезу. Хипија је био један разноврстан софиста и славан због његове Менонске способности. Био је Хегесидамов ученик. Захваљујући његовом таленту и вештини, његови суграђани су користили његове услуге у политичким питањима, као иу дипломатској мисији у Спарти.
Био је универзалан човек, који је предузимао самосталана истраживања у математици, астрономији, музици и историји и осим тога различите поетске песме написао. Бавио се не само реторичким, филозофским и политичким студијама, већ је био и добро упућен у поезију, музику, математику, сликарство и вајарство, и поседовао је неке практичне вештине, направио је својим рукама печатни прстен, огртач и ципеле. Сем тога био је први који је сакупљао мишљења ондашњих писаца и које је класификовао, због тога је сматран за пионира доксографске традиције. Хипија је такође, као и Продикос, припадао другој генерацији софиста. Више пута је слат за Спарту, Атину и Сиракузу са једном важном политичком мисијом. Платон тврди да је писао епске поезије, трагедије, дитирамбе и разне беседе, као и дела о граматици, музици, ритму, хармонији и низу других тема. Атенеј помиње Хипијево дело под насловом „Синагога“ које је иначе непознато. Од Хипијиних записа није практично ништа сачувано и то мало што је сачувано не даје никакву праву слику о његовом разноврсном истраживању. Један његов епиграм је сачуван код Паусанија.
Претпоставља се да је умро првих година 4. века п. н. е.